# Le Collet-de-Dèze
Le Collet-de-Dèze är en kommun i departementet Lozère i regionen Occitanien i södra Frankrike. Kommunen ligger i kantonen Saint-Germain-de-Calberte som tillhör arrondissementet Florac. År 2022 hade Le Collet-de-Dèze 678 invånare.

## Befolkningsutveckling
Antalet invånare i kommunen Le Collet-de-Dèze
| Referens: INSEE |